# Lucius Domitius Ahenobarbus (konsul 16 f.Kr.)
Lucius Domitius Ahenobarbus, född 49 f.Kr., död 25 e.Kr., var en militär och ämbetsman i antikens Rom. Han var farfar till kejsare Nero.

## Biografi
Domitius var son till Gnaeus Domitius Ahenobarbus och en okänd adelskvinna, möjligen Aemilia Lepida eller Manlia. Han giftes med Antonia den äldre i mitten av 20-talet f.Kr. Paret fick bland annat barnen Domitia, Domitia Lepida (den yngre) och Gnaeus Domitius Ahenobarbus. Möjligen hade paret också äldre barn, men det är oklart om de i så fall överlevde sin barndom då de inte har lämnat spår i det historiska källmaterialet. 
Domitius innehade under olika tider ämbetena edil, praetor och konsul. Han tilldelades också triumfinsignier (insignina eller ornamenta triumphalia), en slags enklare version av en romersk triumf, för sin militära insats i Germanien.  Domitius beskrivs som arrogant, utsvävande och elak. Han var som ung en skicklig körsven. När han var edil sägs han ha tvingat en censor att lämna plats för honom på gatan, vilket sågs som respektlöst eftersom han var yngre och lägre i rang. Vidare sägs han ha anordnat farsspel där romerska riddare och matronor tvingades delta, vilket ansågs ovärdigt för de deltagande eftersom skådespelaryrket generellt sett var illa ansett. Det sagda, tillsammans med att de gladiatorspel han anordnade ansågs vara överdrivet grymma, ledde till att Augustus ingrep. Domitius fick först en informell varning, men när han inte rättade sig tvingades Augustus utfärda ett påbud som förbjöd Domitius att fortsätta med sitt oönskade handlande.